# لانتانا مشرقة
لانتانا مشرقة (الاسم العلمي: Lantana lucida) هي نوع نباتي يتبع جنس اللانتانا من فصيلة اللويزية.